# Mistrzostwa Czech w Skokach Narciarskich 2017 (styczeń)
Mistrzostwa Czech w Skokach Narciarskich 2017 – zawody o mistrzostwo Czech na igelicie rozegrane zostały 17 stycznia 2017 roku w Harrachovie.
W kategorii mężczyzn wygrał Roman Koudelka, przed Lukášem Hlavą i Tomášem Vančurą. Do konkursu przystąpiło 26 zawodników, w tym reprezentant Polski – Krystian Gryczuk.
Na tym samym obiekcie rozegrano konkurs kobiet (HS100). Wystartowało w nim osiem zawodniczek, najlepszą z nich okazała się Barbora Blažková. Na drugim miejscu uplasowała się Marta Křepelková, podium uzupełniła Jana Mrákotová.

## Wyniki

### Konkurs indywidualny mężczyzn – 17 stycznia 2017 – K90
| Msc. | Zawodnik        | Klub          | I seria | II seria | Punkty |
| ---- | --------------- | ------------- | ------- | -------- | ------ |
| 1.   | Roman Koudelka  | LSK Lomnice   | 100,5 m | 89,5 m   | 252,0  |
| 2.   | Lukáš Hlava     | Dukla Liberec | 98,5 m  | 88,5 m   | 242,5  |
| 3.   | Tomáš Vančura   | Dukla Liberec | 98,5 m  | 89,5 m   | 242,0  |
| 4.   | Jan Matura      | Dukla Liberec | 96,0 m  | 87,0 m   | 234,0  |
| 5.   | Viktor Polášek  | Dukla Liberec | 102,5 m | 88,0 m   | 229,5  |
| 6.   | Vojtěch Štursa  | Dukla Liberec | 94,0 m  | 85,0 m   | 223,0  |
| 7.   | Filip Sakala    | Dukla Liberec | 93,0 m  | 85,5 m   | 222,5  |
| 8.   | Jakub Janda     | Dukla Liberec | 86,0 m  | 87,5 m   | 211,5  |
| 9.   | Čestmír Kožíšek | LSK Lomnice   | 90,0 m  | 79,5 m   | 200,5  |
| 10.  | František Holík | Dukla Liberec | 85,5 m  | 82,5 m   | 199,5  |
| ...  |                 |               |         |          |        |

### Konkurs indywidualny kobiet – 17 stycznia 2017 – K90
| Msc. | Zawodniczka         | Klub               | I seria | II seria | Punkty |
| ---- | ------------------- | ------------------ | ------- | -------- | ------ |
| 1.   | Barbora Blažková    | JKL Desná          | 86,5 m  | 80,0 m   | 191,0  |
| 2.   | Marta Křepelková    | Ski Klub Harrachov | 79,0 m  | 78,5 m   | 174,5  |
| 3.   | Jana Mrákotová      | JKL Desná          | 78,5 m  | 68,0 m   | 147,5  |
| 4.   | Karolína Indráčková | JKL Desná          | 68,5 m  | 59,5 m   | 109,0  |
| 5.   | Michaela Rajnochová | TJ Rožnov          | 61,5 m  | 58,0 m   | 90,5   |
| 6.   | Simona Weinlichová  | SK Ještěd          | 58,0 m  | 57,5 m   | 82,0   |
| 7.   | Štěpánka Ptáčková   | JKL Desná          | 59,5 m  | 56,0 m   | 81,5   |
| 8.   | Veronika Ptáčková   | Dukla Liberec      | 56,5 m  | 56,0 m   | 70,0   |